# Callicostella prabaktiana
Callicostella prabaktiana är en bladmossart som beskrevs av Roelof Benjamin van den Bosch och Sande Lacoste 1862. Callicostella prabaktiana ingår i släktet Callicostella och familjen Hookeriaceae. Inga underarter finns listade i Catalogue of Life.